# Art+Feminism
Umjetnost i Feminizam (stilizirano kao Art + Feminism) je godišnja globalna kampanja za dodavanje sadržaja na Wikipediji o umjetnicama. Projekt su osnovali Siân Evans, Jacqueline Mabey, Michael Mandiberg i Laurel Ptak, a opisan je kao "masovni multinacionalni napor da se ispravi opetovana pristranost u Wikipediji, koju nesrazmjerno pišu muškarci i o njima".
Inauguracijska kampanja Art + Feminism 2014. privukla je 600 volontera na 30 odvojenih događaja. Sljedeće je godine 1.300 volontera prisustvovalo na 70 događaja u 17 zemalja na četiri kontinenta. Više od 18.000 ljudi stvorilo je ili poboljšalo približno 84.000 članaka na Wikipediji na 1.260 događaja globalno (podaci iz 2020.).

## Osnivanje
Art + Feminism započeo je kada je knjižničarka Artstora, Siân Evans dizajnirala projekt za žene i umjetnost za Društvo umjetničkih knjižnica Sjeverne Amerike. Evans je razgovarala s kolegicom kustosicom Jacqueline Mabey, koja je bila impresionirana organizacijom suradnika Wikipedije za uređivanje događaja u znak sjećanja na Adu Lovelace. Mabey je razgovarala s Michaelom Mandibergom, profesorom na gradskom sveučilištu u New Yorku koji je Wikipediju uključivao u nastavi. Mandiberg je zauzvrat razgovarao s Laurel Ptak, suradnicom iz neprofitne umjetnosti Eyebeam, koja je pristala pomoći u planiranju događaja. Tada je tim unovačio lokalne Wikipediste Dorothy Howard, Wikipedijanku u rezidenciji Vijeća knjižnice oblasti New York, i Richarda Knipel, koji je tada zastupao lokalno grupu suradnika Wikipedije putem New York City Wikimedije.
Jedan od razloga za uspostavljanje projekta Art + Feminism bio je odgovor na negativnu medijsku pokrivenost Wikipedia-inim kataloškim sustavom. Projekt nastavlja popunjavati praznine u sadržaju na Wikipediji i povećavati broj suradnica/ka. Samo oko 17 posto biografija na Wikipediji odnosi se na žene, a samo oko 15 posto urednika Wikipedije su žene. Kira Wisniewski imenovana je izvršnom direktoricom Art + Feminism 2020. godine.

## Događanja
Izvan Sjedinjenih Američkih Država, događaj iz 2015. medijski je bio pokriven i drugdje, uključujući Australiju, Kanadu, Kambodžu, Indiju, Novi Zeland i Škotsku. Unutar Sjedinjenih Država događaj je medijski propraćen najviše u New Yorku pa u Kaliforniji Kansasu, Pennsylvaniji, Texasu, i West Virginiji.
2020. godine, zbog zabrinutosti od pandemije COVID-19, događaj je održan virtualno, putem aplikacije za video konferencije Zoom.

## Recepcija
Sadržaj koji su pridonijeli sudionici u uređivanju događaja prati se na koordinacijskom forumu na Wikipediji.
U studenom 2014. časopis Foreign Policy imenovao je Evans, Mabey, Mandiberga, Richarda Knipela, Dorothy Howard i Ptak kao „globalne mislioce“ za rješavanje rodnih pristranosti na Wikipediji.

### Recepcija u Hrvatskoj i regiji
Art i Feminizam je inspirirao HrW inicijativu i o njemu su pisali na portalu Vox Feminae.

## Vanjske poveznice
- Službena stranica
- [Meetup] na EN Wikipediji
- Mirk, Sarah. 24. siječnja 2014. An Epic Feminism Edit-a-thon Takes Aim at Wikipedia's Gender Gap. Bitch. Inačica izvorne stranice arhivirana 12. ožujka 2016. Pristupljeno 8. veljače 2021.
- Cogdill, Caitlin. 19. veljače 2014. Wikipedia's Art & Feminism Edit-A-Thon and the Gender Gap. Zaklada Wikimedija
- Artstor